# Rocco Reitz
Rocco Reitz (sinh ngày 29 tháng 5 năm 2002) là một cầu thủ bóng đá chuyên nghiệp người Đức hiện thi đấu cho câu lạc bộ Borussia Mönchengladbach.